# 賈樟柯
賈 樟柯 （ジャ・ジャンクー、1970年5月24日 - ） は、中国の映画監督・脚本家・映画プロデューサー。中国映画界の「第六世代」の監督として知られる。

## 来歴
山西大学在学中の1990年代前半に映画に興味を持ち始め、チェン・カイコー監督の『黄色い大地』（1984年）に衝撃を受け、映画監督になることを決意。1993年に北京電影学院へ入学。翌1994年には初の短編『有一天，在北京』を製作。1995年にはインディペンデント映画の製作グループを組織し、55分の中編『小山の帰郷』を製作。同作が1997年の香港インディペンデント短編映画ビデオ賞の最高賞を受賞する。1997年に北京電影学院を卒業すると、卒業制作の『一瞬の夢』が1998年の第48回ベルリン国際映画祭のフォーラム部門に出品され、新人監督賞であるヴォルフガング・シュタウテ賞と最優秀アジア映画賞であるNETPAC賞を受賞。釜山国際映画祭、ナント三大陸映画祭ではグランプリを受賞した。
2000年、日本の北野武監督の作品を手がけるオフィス北野と提携し、同社のプロデュースの元、1980年代の中国で生きる4人の若者の姿を描いた『プラットホーム』を製作。第57回ヴェネツィア国際映画祭のコンペティション部門に出品され、NETPAC賞を受賞。ナント三大陸映画祭、ブエノスアイレス国際インディペンデント映画祭のグランプリも受賞した。オフィス北野とは現在に至るまで提携を続けている。2001年には台湾のツァイ・ミンリャン監督、イギリスのジョン・アコムフラー監督とのオムニバス『三人三色』の一編として製作した『イン・パブリック』がマルセイユ国際ドキュメンタリー映画祭でグランプリを受賞。以後も『青の稲妻』（2002年）や『世界』（2004年）といった現代の中国を若者たちの視点から描写した作品を発表し、フランスの『カイエ・デュ・シネマ』誌の年間ベストテンにランクインするなど高い評価を得る。
2006年、三峡ダムの建設により水没の危機に瀕す奉節県を舞台にした『長江哀歌』を製作。第63回ヴェネツィア国際映画祭でスニーク・プレビューされ、金獅子賞を受賞。閉鎖した国営工場を舞台にした『四川のうた』（2008年）などを経て、2013年、実際の事件を元にした群像劇『罪の手ざわり』を発表。第66回カンヌ国際映画祭に出品され、脚本賞を受賞。2014年には第67回カンヌ国際映画祭のコンペティション部門の審査員に選出された。

## 作品

### 長編
- 一瞬の夢 小武 （1997年）
- プラットホーム 站台 （2000年）
- 青の稲妻 任逍遥 （2002年）
- 世界 世界 （2004年）
- 長江哀歌 三峽好人 （2006年）
- 四川のうた 二十四城記 （2008年）
- 罪の手ざわり 天注定 （2013年）
- 山河ノスタルジア 山河故人（2015年）[7]
- 帰れない二人 江湖儿女 （2018年）
- 新世紀ロマンティクス 風流一代（2024年）

### 短編・ドキュメンタリー
- 有一天，在北京 （1994年） 短編
- 小山の帰郷 小山回家 （1995年） 中編
- 嘟嘟 （1996年） 中編
- イン・パブリック 公共場所 （2001年） 短編ドキュメンタリー
- 狗的状况 （2001年） 短編
- 東 东 （2006年） ドキュメンタリー
- 無用 无用 （2007年） ドキュメンタリー
- 私たちの十年 我们的十年 （2007年） 短編
- 河の上の愛情 河上的愛情 （2008年） 短編
- Black Breakfast （2008年） 短編
- 海上伝奇 海上伝奇 （2010年） ドキュメンタリー
- 我が道を語る Yulu （2011年） ドキュメンタリー

## 出演
- アートカレッジ 1994 - アニメ映画の声優として参加。